# Une famille de Rev'
Une famille de Rev' (Run's House), anciennement Ghetto Pasteur est une émission de reality show sur la vie de la famille de Rev Run, ex membre du groupe Run-DMC, diffusée hebdomadairement entre le 13 octobre 2005 et le 13 juillet 2009 sur MTV. En France, elle est diffusée sur BET France.

## Résumé
Cette émission présente le quotidien de Joseph Simmons, rappeur, disc jockey, producteur et pasteur pentecôtiste, de sa seconde femme Justine Simmons, ex-rappeuse, et de leurs enfants. Ils vivent à Saddle River (New Jersey).
Vanessa Simmons est la première fille qu'il a eue avec Valérie Simmons, sa première femme. Née en 1983, elle est mannequin et ex-Miss New York Jr.
Angela Simmons est la deuxième fille de Rev Run et de Valérie Simmons. Elle est née en 1987. Elle était dans le clip de Bow Wow feat. Chris Brown "Shortie like mine". Élève appliquée, elle rêve de devenir styliste.
Georgio M.Simmons Jr , dit George, est le premier garçon qu'il a eu avec Sandrine Justine Simmons. Il est né le 12 mars 1991.
Daniel Simmons Jr , dit Diggy, est le deuxième garçon né de l'union avec Justine Simmons. Il est né le 21 mars 1995 .
Russell Simmons II surnommé Russy, est le troisième garçon de Rev' Run et Justine. Il a été nommé Russel en hommage à son oncle.
Sont aussi présents Russell Simmons et Kimora, respectivement frère et ex-belle-sœur de Rev Run.

## Anecdotes
Vanessa et Angela Simmons sont les créatrices de la marque de chaussures sportswear pour filles "Pastry" (pâtisseries).